# Busua
 (novembre 2020).
Si vous disposez d'ouvrages ou d'articles de référence ou si vous connaissez des sites web de qualité traitant du thème abordé ici, merci de compléter l'article en donnant les références utiles à sa vérifiabilité et en les liant à la section « Notes et références ».
Busua est une station balnéaire et un village de pêcheurs dans le district Ahanta Ouest de la région occidentale du Ghana, à environ 30 kilomètres à l'ouest de la capitale régionale, Sekondi-Takoradi, dans le golfe de Guinée. 
Busua est classée dans la catégorie des villes de plus de 5 000 habitants, avec une route goudronnée de Sekondi pour rejoindre la ville. Les habitants parlent le dialecte de langue Akan Ahanta.
Le village de pêcheurs de Busua est connu pour la pêche au marlin bleu et au thon. Le village abrite également un spot de surf

## Histoire
Jusqu'aux années 1960, Busua était une ville avec une tradition de station balnéaire pour les habitants aisés de Sekondi-Takoradi. Dans les années 1970 et 1980, il y avait aussi un certain nombre de touristes européens qui visitaient Busua, même s'il n'y avait jusqu'à la fin des années 1990, ni électricité ni eau courante. Une petite station balnéaire était la seule infrastructure touristique, l'électricité de la ville était parfois disponible le week-end par un générateur.
Au début des années 1990, la ville a été touchée, ainsi que l'ensemble de la zone côtière environnante, par une maladie du palmier qui a touché tous les cocotiers de la ville, de sorte que tous les cocotiers de la ville sont maintenant morts. Ce qui reste, c'est une longue plage de sable, le long d'un littoral exempt de courants dangereux

## 21esiècle
Ces dernières années, la ville a non seulement obtenu une connexion électrique complète, mais aussi des restaurants et plusieurs lodges et bungalows et de l'immobilier de luxe. De Busua peut être atteint à pied en environ 25 minutes à l'ouest du village de pêcheurs de Dixcove, l'ancien bastion britannique d'origine Fort Metal Cross et à l'est de la petite ville, l'ancienne forteresse néerlandaise Fort Batenstein (en anglais, Fort Baten stone) peuvent tous deux être visités

## Galerie

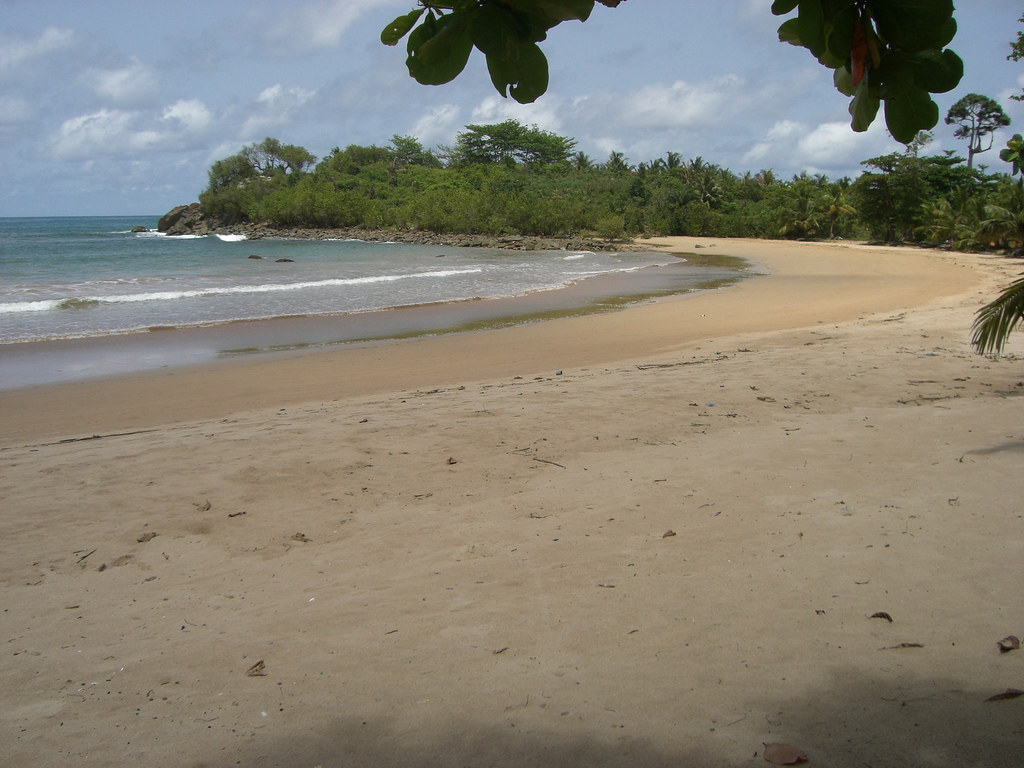
Plage de Busua.
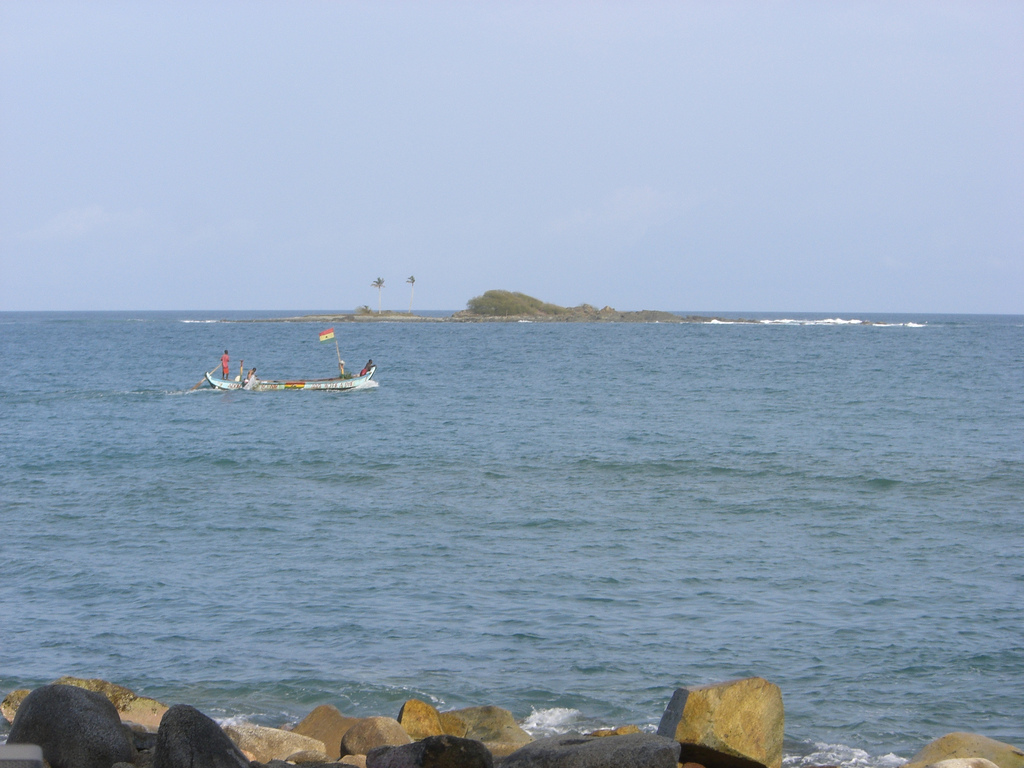
Côte de Busua.